# Stephanuskirche (Hausen ob Verena)

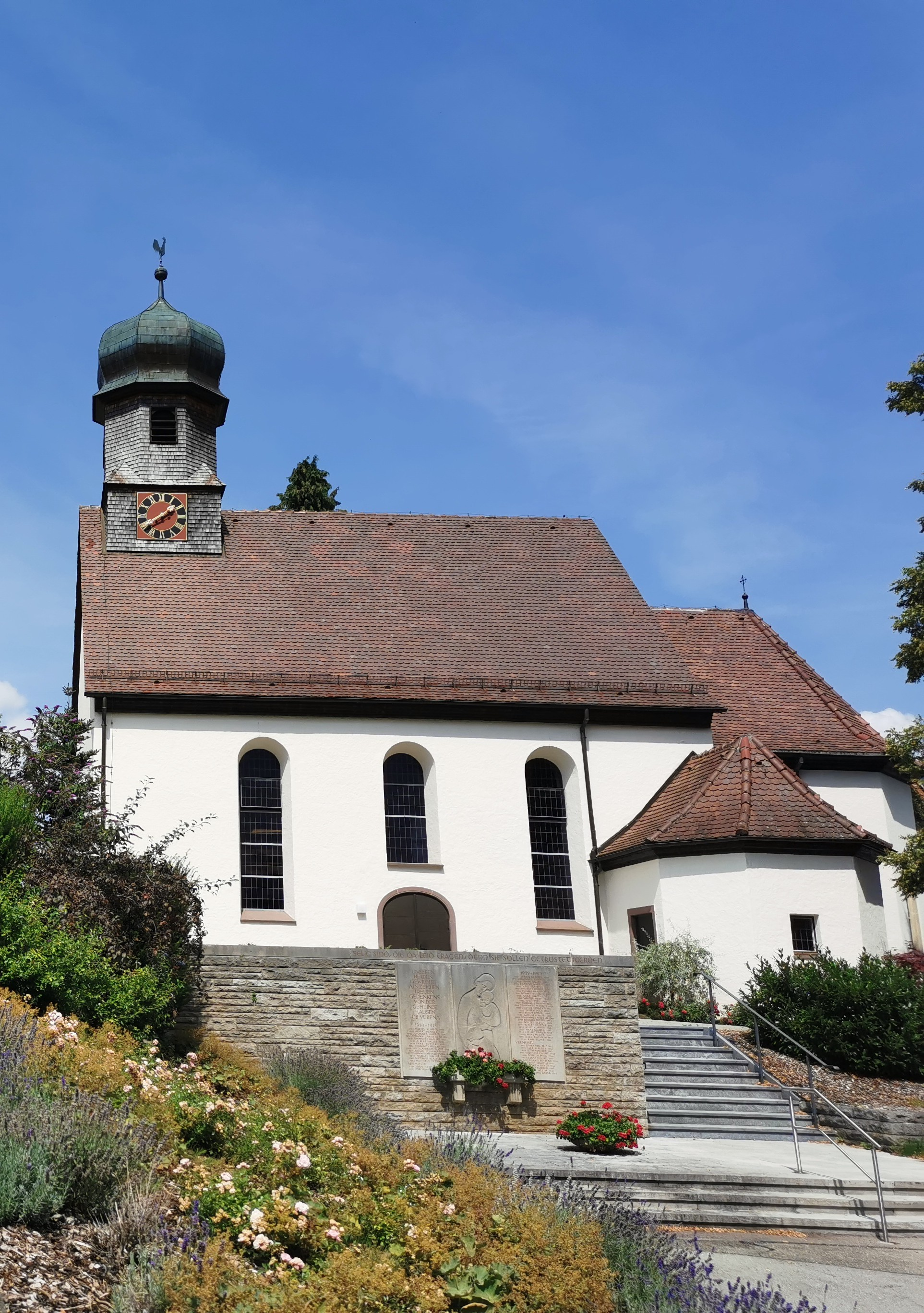
Stephanuskirche Hausen ob Verena

Die Stephanuskirche in Hausen ob Verena im Landkreis Tuttlingen in Baden-Württemberg ist die Pfarrkirche der Evangelischen Kirchengemeinde Hausen ob Verena im Kirchenbezirk Rottweil der Evangelischen Landeskirche Württemberg. Sie steht leicht erhöht im historischen Ortszentrum von Hausen ob Verena und ist vom bis heute als Friedhof genutzten Kirchhof umgeben.

## Geschichte
Eine Kirche und Pfarrei in Hausen ob Verena wurden 1275 im Kreuzzugs-Zehntbuch der Diözese Konstanz erstmals erwähnt. 1563 wurde in Hausen ob Verena durch Hans III. von Karpfen die Reformation eingeführt, und die Stephanuskirche wurde evangelisch. Auch nach dem Aussterben des Hauses von Hohenkarpfen im ausgehenden 17. Jahrhundert blieb Hausen ob Verena gemeinsam mit Rietheim württembergisch und damit evangelisch.
Im 18. Jahrhundert wurde die ursprünglich spätgotische Kirche umgebaut. 1921 wurde sie im Jugendstil renoviert, was jedoch in den 1960er-Jahren wieder rückgängig gemacht wurde.

## Ausstattung

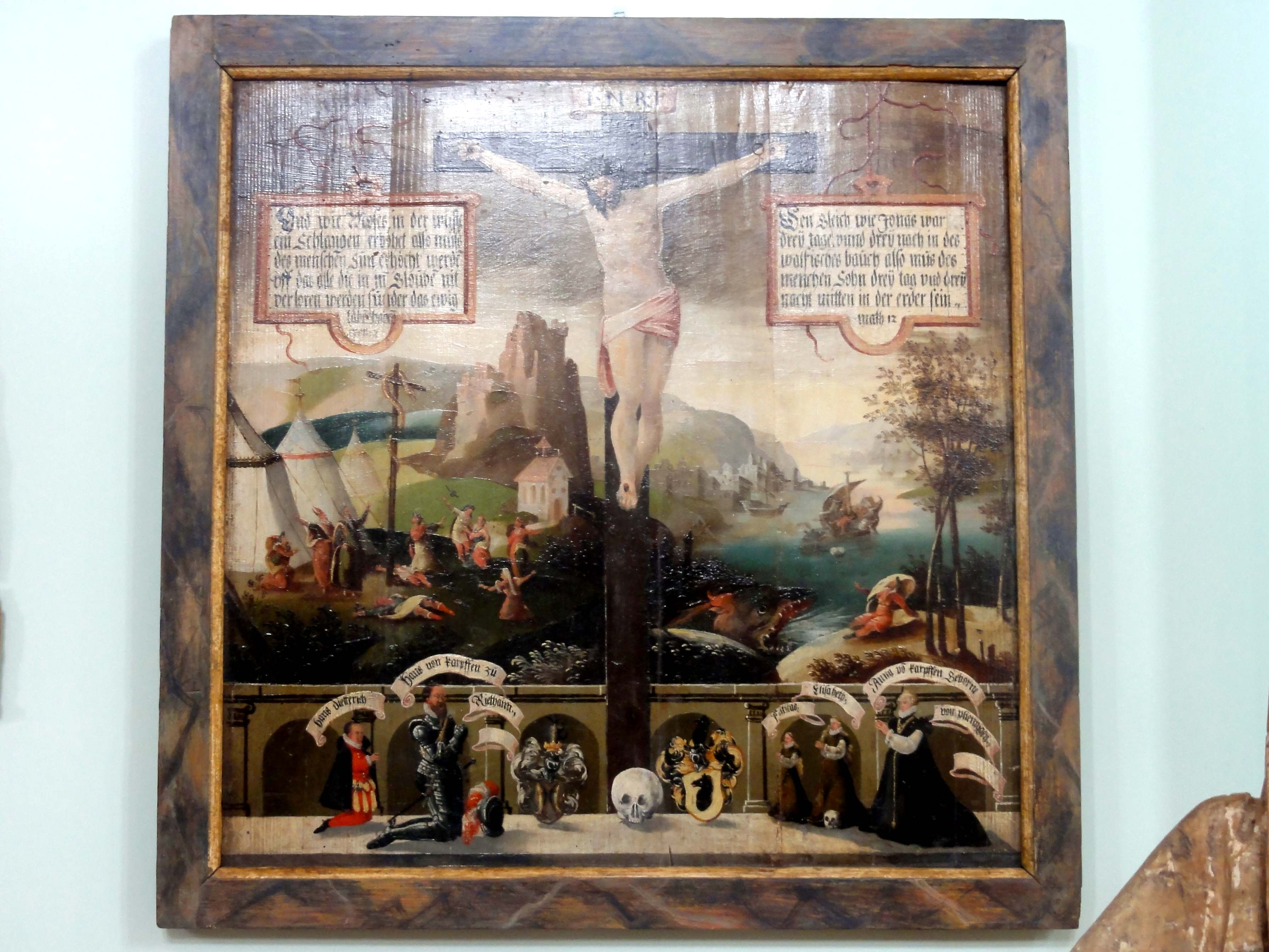
Epitaph (1588) der Familie von Karpfen

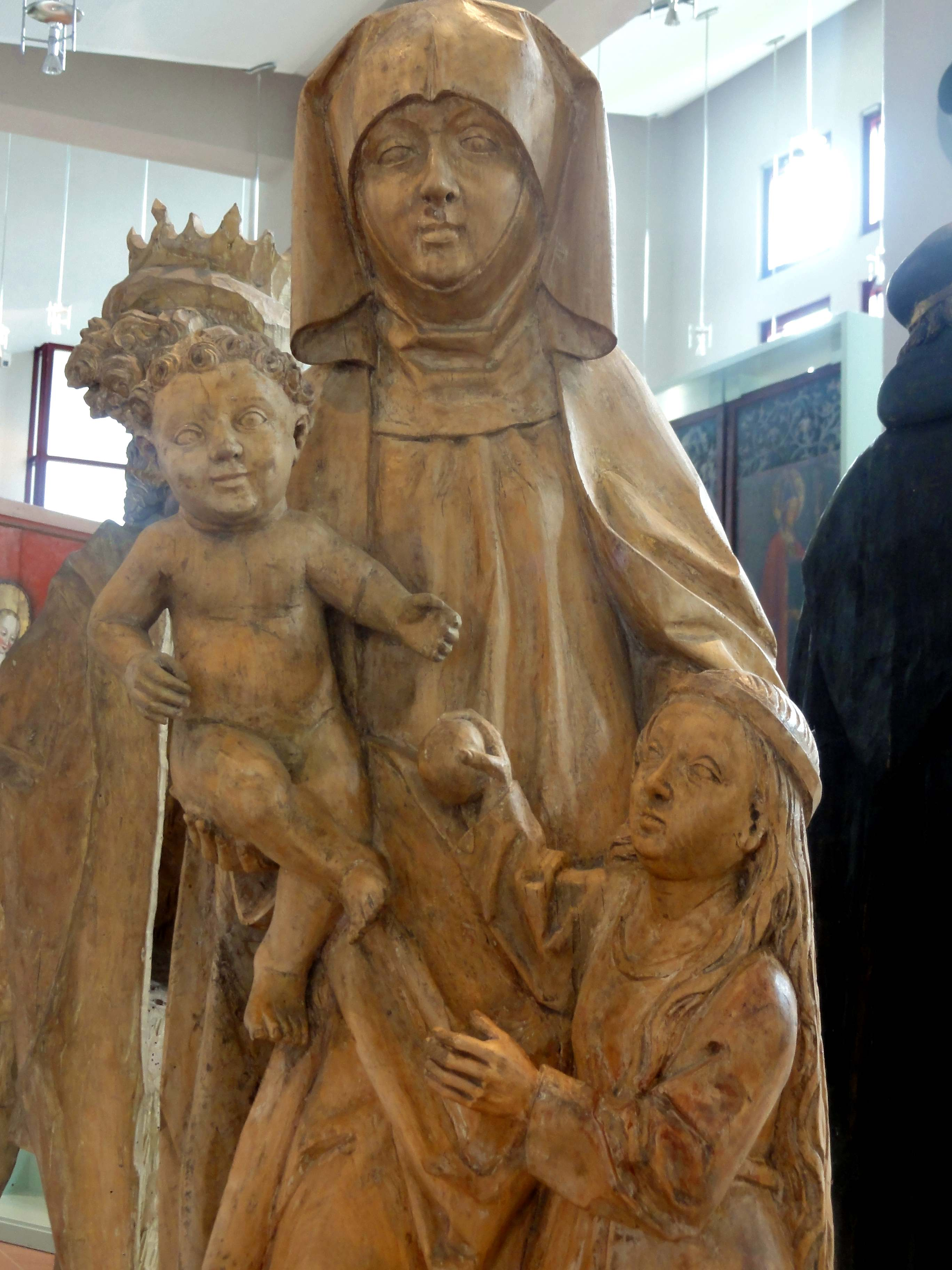
Heilige Anna selbdritt im Dominikanermuseum Rottweil, ursprünglich aus Hausen ob Verena

Die Stephanuskirche enthält ein Votivbild von Hans III. von Karpfen für seine 1559 verstorbene Frau Ursula geb. von Reischach mit einer zeitgenössischen Darstellung der Burg Hohenkarpfen im Hintergrund, das der Nürnberger Schule des Barthel Beham zugeschrieben wird.
Ein weiteres Votivbild aus dem Jahr 1588, vermutlich anlässlich des Todes Hans III. von Karpfen gestiftet, zeigt Hans III. von Karpfen zu Rietheim (1533–1588) mit seiner zweiten Ehefrau Anna von Plieningen (1541–1624) und ihren Kindern Hans Dietrich, Felicitas († 1639) und der 1588 bereits verstorbenen Elisabeth betend unter dem Kreuz sowie im Hintergrund die Erhöhung der Schlange (links) und die Geschichte von Jona (rechts). Das Original befindet sich im Dominikanermuseum Rottweil als Teil der Sammlung Dursch, in der Stephanuskirche befindet sich heute eine Kopie.
Im Chorraum befindet sich ein steinernes Epitaph für Eberhard II. von Karpfen und seine Frau Anna Magdalena von Wendorf aus dem Jahr 1601, das den gekreuzigten Christus und die am Fuß des Kreuzes knieenden Eheleute darstellt, überschrieben mit dem Bibelvers Johannes 3,16. Ein weiteres, nur als Bruchstück erhaltenes Epitaph kann nicht sicher zugeordnet werden, doch es wird vermutet, dass es sich um den Grabstein des ersten evangelischen Pfarrers und Reformators Johannes Hauser handeln könnte. Es stellt einen bärtigen Mann mit Talar, Halskrause, Barett, gefalteten Händen und einem Buch unter dem rechten Arm dar.
Um 1500 stiftete Hans I. einen dreiteiligen spätgotischen Flügelaltar, von dem nur noch die Predella mit der Darstellung von Christus und den zwölf Aposteln, die drei Heiligenfiguren von Stephanus, Barbara und der Muttergottes aus dem Altarschrein und die beiden fliegenden Engel, die ursprünglich im Gesprenge die Krone über die Madonna gehalten haben, erhalten. Sowohl der Altarschrein und als auch das sich darüber befindliche Gesprenge sind nicht mehr erhalten.
Während Predella und Engel stets in der Stephanuskirche geblieben sind, wurden die drei Heiligenfiguren höchstwahrscheinlich im Zusammenhang mit der Reformation nach Gunningen gebracht, da Gunningen im Gegensatz zu Hausen die Reformation nicht einführte und katholisch blieb. 1908 wurden die drei Heiligenfiguren in Gunningen entdeckt, von der Königlich-Württembergischen Altertumssammlung aufgekauft und gehören heute zum Bestand des Landesmuseums in Stuttgart. Als die Stephanuskirche 1965 bis 1967 renoviert wurde, fanden die bis dahin in der Stephanuskirche verstreuten Einzelteile des spätgotischen Altars wieder zusammen – nun jedoch an der Nordwand des Chorraums. Da keine Aussicht bestand, die zwischen 1480 und 1490 entstandenen Heiligenfiguren vom Landesmuseum wieder zurückzubekommen, wurden 1988 vom Bildhauer Josef Schiller aus Krumbach originalgetreue, jedoch unbemalte Kopien von Barbara, Stephanus und der Muttergottes angefertigt.
Dasselbe Schicksal widerfuhr auch einer Skulptur der Anna selbdritt aus Lindenholz, die aus der Stephanuskirche stammt, aber ebenfalls nach der Reformation entfernt wurde und heute als Teil der Sammlung Dursch im Dominikanermuseum in Rottweil zu sehen ist.
Die heutige Orgel wurde 1968 durch die Orgelbaufirma Weigle errichtet. Der Orgelprospekt wurde von Walter Supper entworfen.

## Pfarrer in Hausen ob Verena
- um 1513: Jörg Köllin
- um 1545: Jacob Fudi
- um 1550: Jacob von Karpfen
- 1564–1565: Georg Laichinger
- 1565–1606: Johannes Hauser
- 1606–1623: Johannes Marquardt
- 1623–1626: Ludwig Hetzer
- 1626–1638: Johannes Caementarius (Johannes Maurer)
- 1638–1682: Elias Caementarius
- 1682–1685: Johann Christian Caementarius
- 1685–1690: Johannes Belling
- 1690–1727: Georg Konrad Wagner
- 1728–1742: Johann Friedrich Zeller
- 1742–1751: Johann Jacob Schweickhardt
- 1751–1763: Rudolf Jacob Rues
- 1763–1776: Johann Heinrich Harpprecht
- 1776–1796: Johann Wilhelm Rothacker
- 1796–1812: Johann Christoph Maier
- 1812–1821: Friedrich Gottlob Schmid
- 1821–1845: Johann Friedrich August Lang
- 1846–1853: Carl Friedrich Goldmann
- 1854–1860: Eduard Elwert
- 1861–1869: Christian Friedrich Ostertag
- 1869–1897: Paul Hartmann
- 1900–1909: Eugen Kappus
- 1910–1922: Eugen Götz
- 1922–1927: Philipp Friedrich Matthias Hilzinger
- 1929–1935: Gotthilf Immanuel Leitz
- 1935–1950: Hermann Christian Schäfer
- 1950–1956: Hans Gerhard Ottmar
- 1956–1973: Christian Martin Hermann Werner
- 1973–1983: Heino Gaese
- 1984–1991: Martin Würschum
- 1992–2003: Günter Koschel und Birgit Sendler-Koschel
- 2003–2024: Matthias Figel